# Hamilton Sabot
Hamilton Sabot, född den 31 maj 1987 i Cagnes-sur-Mer, Frankrike, är en fransk gymnast.
Han tog OS-brons i herrarnas barr i samband med de olympiska gymnastiktävlingarna 2012 i London.